# Aloppan
Aloppan är en å som har sin källa i området söder om Graftruet i Härjedalen och flödar i nordöstlig riktning upp mot södra Jämtland och mynnar i Ljungan mellan Flåsjödammen och byn Börtnan i Jämtland. Aloppan rinner bl.a. igenom Henvålens naturreservat. En av nybyggarna i Börtnan, Alopp Jo, fick sitt namn av detta vattendrag.